# Liste de musées en Tchéquie
Pour les autres articles nationaux ou selon les autres juridictions, voir Liste des musées par pays.
Cet article présente une liste non exhaustive de musées en Tchéquie, classés par ville.

## Brno

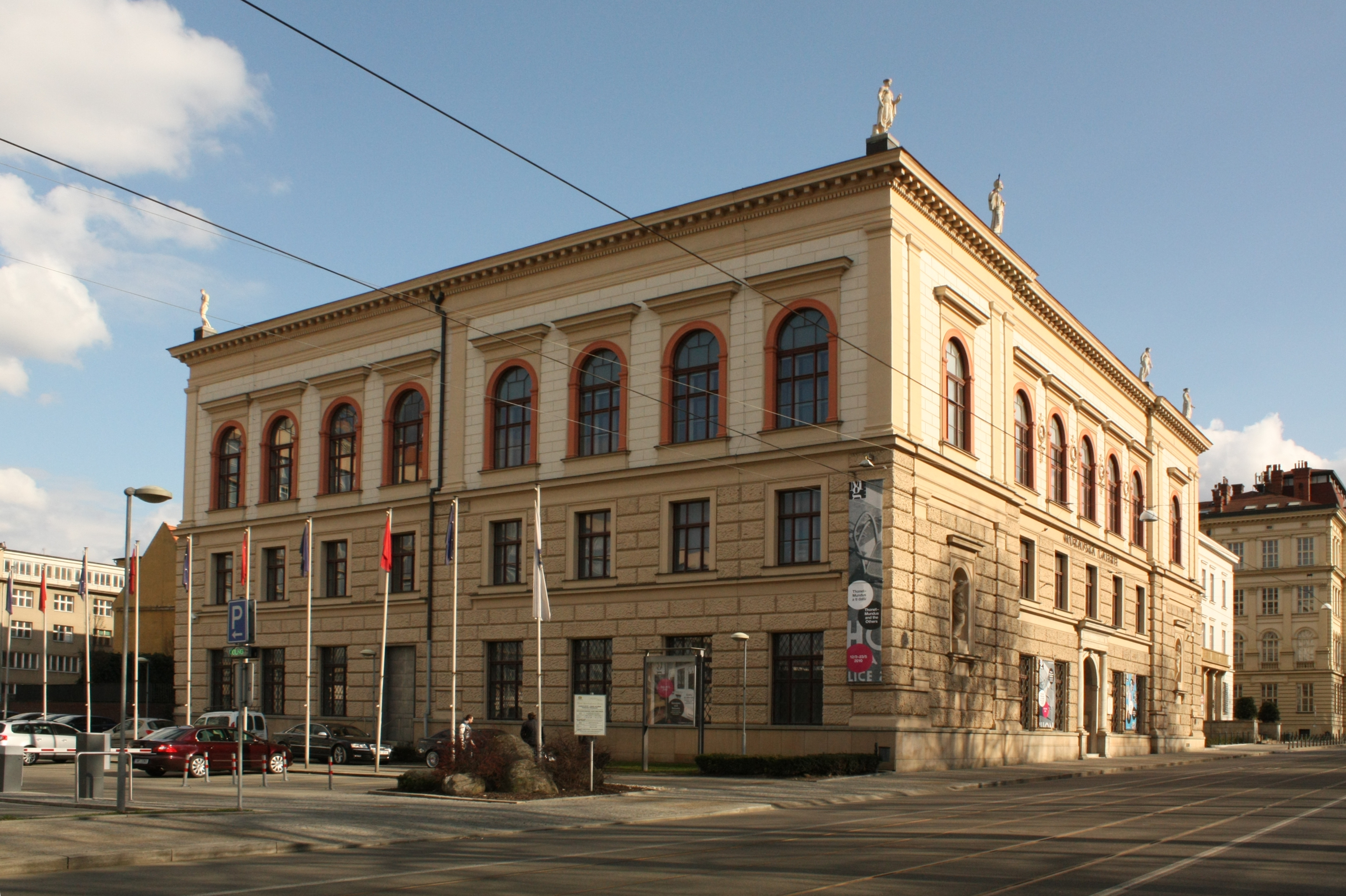
Le musée des arts décoratifs, faisant partie de la Galerie morave (Moravská galerie).

- Galerie Morave
  - Musée des arts décoratifs (cs)
- Musée de la culture rom (cs)
- Musée Mendel (cs) de l'université Masaryk
- Musée de Moravie
- Musée de la ville de Brno (cs)
  - Forteresse du Spielberg
  - Porte de Menin (cs)
  - Villa Tugendhat
- Musée technique de Brno (cs)

## Prague
- Galerie nationale de Prague
  - Couvent Sainte-Agnès
  - Maison à la Vierge noire
  - Palais Kinský

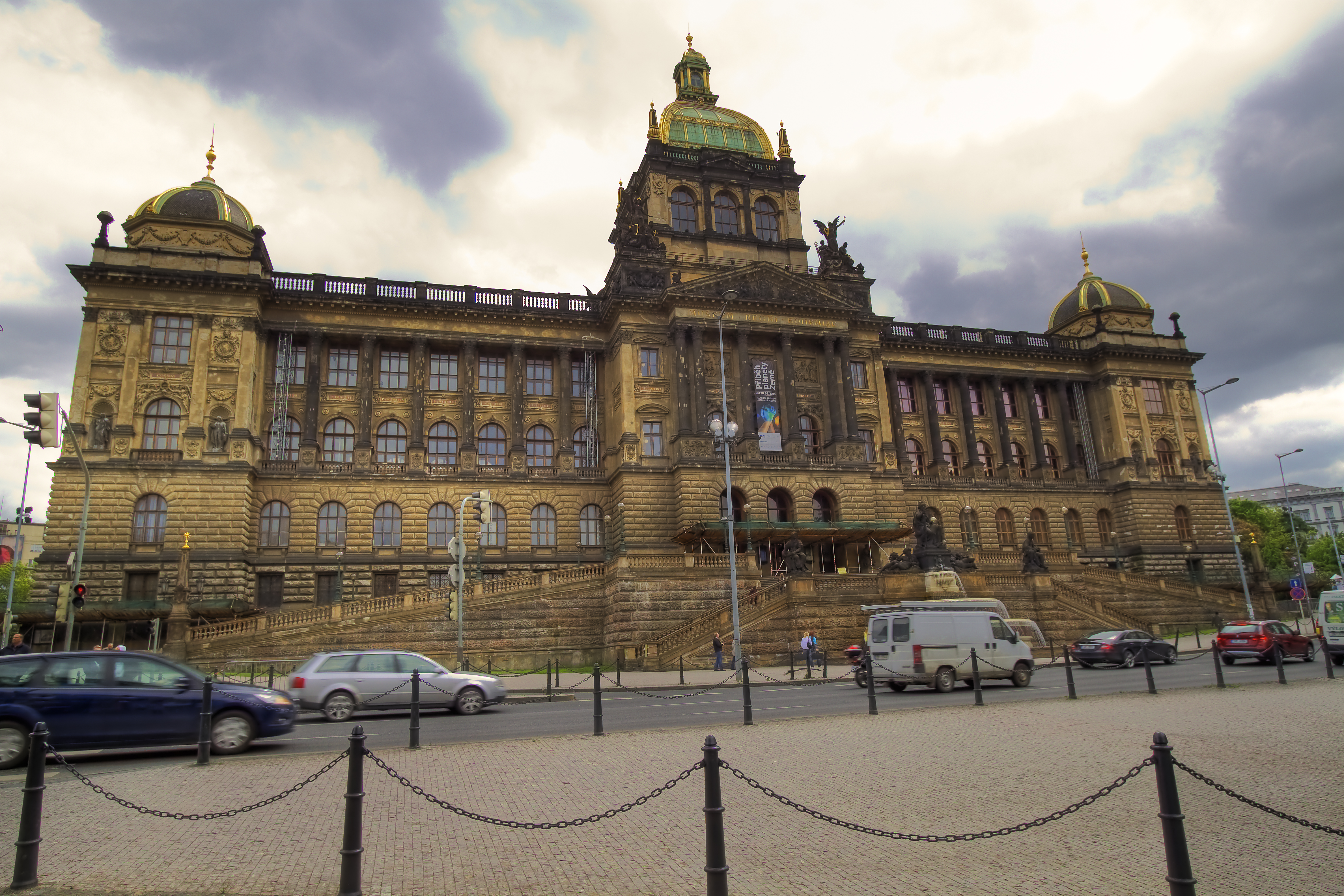
Le bâtiment principal du musée national (Národní muzeum).

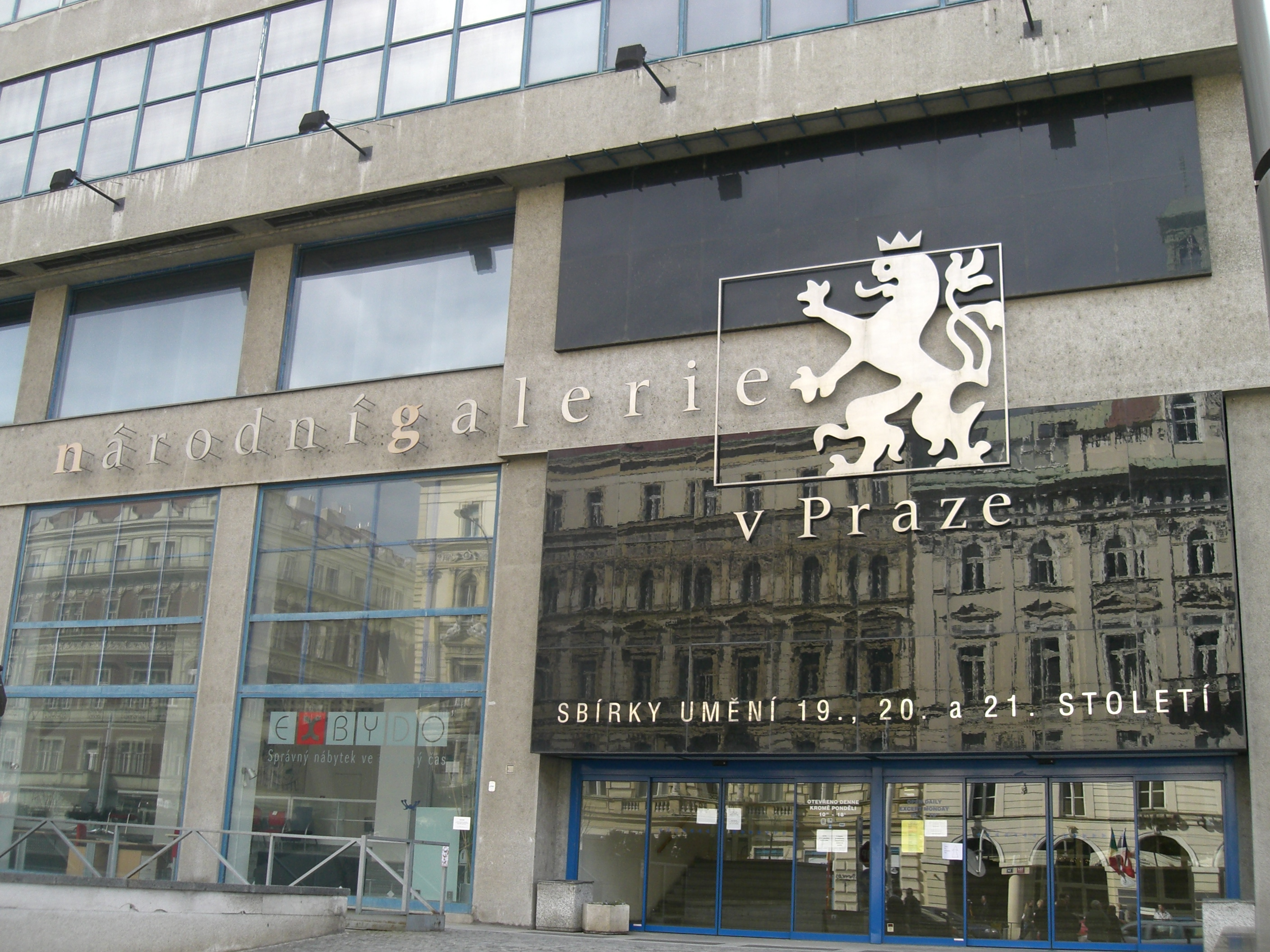
La Galerie nationale de Prague (Národní galerie v Praze).

- Musée des Arts décoratifs de Prague
- Musée tchèque des beaux-arts de Prague (cs)
- Musée de la bière de la brasserie U Fleků
- Musée du communisme (en)
- Musée de l'Éducation physique et des sports, dans le palais Michna
- Musée juif de Prague
  - Ancienne salle de cérémonie de Prague
  - Galerie Robert Guttmann
- Musée ethnographique (Australie, Océanie, principalement)
- Musée Kampa
- Musée Kepler (cs)
- Musée Mucha
- Musée Náprstek (cs)
- Musée national
  - Musée tchèque de la musique
    - Musée Antonín Dvořák (cs)
    - Musée Bedřich Smetana
    - Musée Jaroslav Ježek
- Musée des machines sexuelles
- Musée national des techniques de Prague
- Musée de la ville de Prague
- Musée de l'armée de Žižkov
- Palais Michna
- Villa Bertramka (musée Wolfgang Amadeus Mozart)
- DOX, Centre for contemporary Art, Centrum soucasneho umeni DOX (www.dox.cz, Poupetova 1, Praha 7)
- Musée Apple (Prague)

## Autres villes
- Centre d'art Egon Schiele (cs), à Český Krumlov
- Galerie d'art moderne (cs) de Hradec Králové
- Musée de l'aviation de Prague-Kbely
- Musée des blindés de Lešany (Benešov)
- Château de Pernštejn, à Nedvědice
- Musée de l'espéranto, à Svitavy